# دولنی وورپیشتا
دولنی وورپیشتا (به بلغاری: Dolni Vurpishta) یک منطقهٔ مسکونی در بلغارستان است که در شهرستان دریانوو واقع شده‌است.